# Flash Thompson
Eugene "Flash" Thompson ou Agente Venom é um personagem da Marvel Comics, coadjuvante dos mais antigos das revistas do Homem-Aranha. Principal "inimigo" de Peter Parker na fase do colégio, antes que este ganhasse os poderes de Aranha.

## Biografia ficcional do personagem
Flash Thompson era bastante popular entre os estudantes por ser um excelente atleta e jogador de futebol americano. Flash perseguia o adolescente Peter por se sentir incomodado pela inteligência do rapaz e também por ciúmes da sua namorada da época, a "avoada" Liz Allen, que gostava de provocá-lo se insinuando para Peter.
Peter Parker suportava as gozações de Flash pois ele se tornou o maior fã do Homem-Aranha, formando até um fã-clube do super-herói. Flash também passou a respeitar mais Peter após ser nocauteado por ele em uma luta de boxe travada no ringue do colégio.
Quando Peter passou para a Universidade, Flash o acompanhou por intermédio de uma bolsa de estudos que ganhou como atleta. Continuou a provocar Peter até interromper seus estudos ao se alistar para a Guerra do Vietnã (que depois seria mudado para um conflito indefinido). Lá ele conheceria uma vietnamita (Sha Sham) que se tornaria sua esposa, quando esta se mudou para os Estados Unidos.
Seu casamento logo acabou, e Flash se tornou alcoólatra, até que conseguiu se recuperar com a ajuda de Peter e de um romance com Betty Brant, ex-namorada de Peter.
Após os eventos de One More Day, a equipe de Flash na Guerra do Iraque é emboscada por uma milícia iraquiana. Quando Flash é informado de que não se sabe paradeiro de um de seus colegas de equipe, ele se lembra do que aprendeu observando o código de conduta do Homem-Aranha e parte sozinho para resgatar o outro soldado. Para isso ele utiliza uma droga que foi confiscada de um dos milicianos que faz com que, por um breve período de tempo, o usuário não sinta a dor e os efeitos de impactos críticos recebidos, como disparos de pistolas e até mesmo fuzis. Nesse meio tempo em sua missão de resgate solo, foi baleado na região das pernas, porém, com o auxílio da droga, conseguiu suportar os ferimentos, resgatar seu colega e voltar. Todavia ele perdeu muito sangue no processo e teve que ter as pernas amputadas. Recebeu uma medalha de grande honra pelo ato heroico.

### Duende Macabro
Flash Thompson nunca foi realmente o Duende Macabro, na verdade ele apenas foi incriminado pelo vilão. Quando sua namorada Sha Shan tinha sido usada como refém pelo Macabro e ido parar no hospital, Flash foi visitá-la, porém a menina estava magoada de ter sido traída por Flash com Betty Leeds e estapeou Flash no hospital, ele saiu irritado e quando foi parado por um repórter descontou sua fúria no Duende Macabro que colocou a moça no hospital.
Pela TV, Roderick Kingsley, o Duende macabro, vê a reportagem e decide se vingar dos insultos de Flash Thompson, pra isso ele o captura. Após isso, em meio a uma luta do Duende contra o Homem-Aranha, o Macabro provoca uma explosão que desmaia o aracnídeo, nesse meio tempo ele veste Flash Thompson com a roupa de Duende Macabro, e quando o cabeça-de-teia acorda, é levado a acreditar que Thompson é o vilão, somado aos equipamentos do duende que Kingsley colocou no apartamento de Flash é o suficiente pra Thompson ir preso acusado de ser o Duende Macabro.
Foi provado que Flash não era o Duende Macabro quando o vilão voltou a agir e flash estava no hospital se recuperando da surra que havia levado por Ned Leeds, outra cobaia do duende macabro original, e marido de Betty, por tê-lo traído com Flash.

### Agente Venom
Depois de ir lutar na guerra no Iraque e perder as duas pernas, Flash volta para os Estados Unidos e participa de uma operação especial que insere o simbionte Venom nele. Concedendo suas pernas de volta, força e resistência sobre-humana, ele começa a agir como agente especial das Forças Armadas Americanas. Porém, para não ser possuído pelo simbionte, Flash só o "usa" durante suas missões. Como sempre admirou o Homem-Aranha, seu uniforme é semelhante ao do Aranha Negro, só que com equipamentos militares.

#### Thunderbolts
Flash está em uma missão na Somália, onde é abordado pelo General Thunderbolt Ross, que pede a Flash para se juntar a seus novos Thunderbolts.
Embora seus métodos fossem mais violentos, o que influenciou negativamente o simbionte de Flash a cometer atos mais violentos, como comer pessoas e posteriormente fazendo Flash a sair da equipe. 

#### Vingadores Secretos
Seus grandes atos de bravura fizeram com que Steve Rogers o convidasse a participar dos Vingadores Secretos, mas Gavião Arqueiro, o líder da equipe, não aceitou sua presença achando que era muito perigoso um vilão estar na equipe. A equipe vai uma missão sem Flash, que no fim ajuda ao ver que estavam em perigo. Clint gostou de como Flash desobedeceu sua ordem de não interferir e aceitou na equipe.

### Guardiões da Galáxia: Cavaleiro do Espaço
Buscando manter uma conexão com os Guardiões da Galáxia, os Vingadores colocaram Flash na dita equipe como seu novo membro.  
Flash rapidamente se tornou amigo de Drax, o Destruidor, que o aconselhou a trocar seu Multi-Armas por armas alienígenas mais poderosas. Flash exigindo aprender mais sobre o simbionte e encontrou o Planeta de Simbiontes.
O simbionte de Venom juntou-se ao seu tipo, que parecia ser inofensivo. Depois de decidir tentar se comunicar com os simbiontes, Flash e os Guardiões aprenderam sobre a verdadeira origem desses alienígenas. Os symbiotes, ou Klyntar (como eles preferiam ser chamados), são uma raça de criaturas pacíficas cujo objetivo é usar a simbiose com outros seres para criar uma ordem de nobres guerreiros para manter a paz através do Cosmos.
No entanto, o anfitrião precisa ser uma mistura perfeita de ideais morais e físicos; se não, a simbiose resultante corromperá tanto o Klyntar quanto o hospedeiro.
Uma vez que o simbiótico Venom retornou ao espaço finalmente conseguindo se reunir com sua espécie que limpa o Simbionte Venom da corrupção, se juntou a Flash, criando um Agente Venom mais poderoso se tornando o Cavaleiro do Espaço.Agora reunido com Mania, Venom decidiu se despedir de seus aliados e permanecer na Terra até que Andi pudesse ser devidamente curada.

### Agente Anti-Venom
Usando os traços do simbionte Venom dentro de seu corpo como uma bússola, Flash rastreou-o até a Torre Alchemax, onde ele descobriu que estava ligado a Eddie Brock. Flash confrontou Brock e tentou fazer com que o simbionte voltasse para ele. Enquanto o simbionte lutava para decidir a que hospedeiro ir e agarrou-se aos dois homens ao mesmo tempo, o Homem-Aranha apareceu em cena.
Ele derrubou um tanque de soro anti-venom artificial desenvolvido pela Alchemax em Flash e Eddie em uma tentativa de matar o simbionte. Em vez de matar o simbionte, o soro transformou a porção dele ligada com o Flash em um novo Anti-Venom, que transformou o Flash em uma versão invertida em cores de sua forma de Agente Venom.

#### Morte
Como Agente Anti-Venom, Flash experimentou uma popularidade sem precedentes superando a do Homem-Aranha. No entanto, em uma investigação ele descobriu um J. Jonah Jameson amarrado, que o informou que Osborn não só se tornara o Duende Verde novamente, mas também teria se ligado ao simbionte Carnificina.
Contactado pelo Homem-Aranha, o Agente Anti-Venom foi solicitado a vigiar Jameson. Quando o Duende Vermelho feriu mortalmente o Tocha Humana, Clash, a Teia de Seda e o Homem-Aranha( Miles Morales); Flash escolheu sacrificar sua oportunidade de derrotar Osborn usando as propriedades de limpeza do simbiótico Anti-Venom para curar os amigos do Homem-Aranha, e foi gravemente ferido como resultado do uso excessivo de seus poderes de cura.
Usando a última de sua energia para curar a perna do Homem-Aranha, Flash foi levado ao hospital, onde ele descobriu que o Homem-Aranha era Peter Parker e uma delirante Cindy Moon, e usou o último de seus poderes para salvar o Homem Aranha. Chegando para confrontar o Goblin Vermelho ao lado do Homem-Aranha – que tinha se ligado ao simbiote Venom – Flash tentou usar o último pedaço do simbionte Anti-Venom para purgar Osborn do simbionte Carnificina. Em retaliação a Flash ter arruinado seus planos, Osborn o feriu mortalmente. Flash conseguiu acalmar Venom e pediu a Peter que não cedesse à ira para não corromper o simbionte.
Flash morreu de seus ferimentos e mais tarde foi dado um funeral militar com todas as honras.

### Rei de Preto
Mais tarde, foi revelado que Flash ainda existia dentro da colmeia-mente Symbiote. Ele se juntou ao exército de ex-hospedeiros simbiontes de Rex Strickland quando Knull começou a invadir a Terra, recuperando sua réplica do simbionte Anti-Venom. Quando Eddie Brock morreu e se juntou ao exército de Rex, Flash estava lá. Quando Dylan (Filho de Eddie) e Thor começaram a libertar hospedeiros de seus simbiontes e lutar contra Knull, um corte vermelho apareceu, um hematoma - formado a partir dos simbiontes retirados dos hospedeiros recentemente libertados - e Flash seguiu Eddie e Rex através dele até o sistema nervoso central. Os três perceberam que os simbiontes libertados do controle de Knull estavam sendo presos e formularam um plano para se unir a eles. Apesar dos protestos de Eddie, Flash se ofereceu para libertar os simbiontes presos e unir-se com eles, reconhecendo que essa era sua missão desde o início e que Eddie era um herói também. Seu plano funcionou, e Flash encarnou no mundo dos vivos como um dragão simbionte branco parecido com seu simbionte Anti-Venom. Informado por Eddie sobre o que aconteceu quando o cadáver de Cletus Kasady se ligou a um dragão simbionte, Flash voou para o cemitério onde seu corpo havia sido enterrado e reanimou-se, saindo do seu túmulo em forma humana.

## Em outras mídias

### Desenhos animados
- O programa de televisão Homem-Aranha e Seus Amigos foi a primeira animação em que Flash Thompson apareceu, dublado por Frank Welker.
- Flash Thompson aparece na série animada Homem-Aranha: A Série Animada, de 1994, dublado por Patrick Labyorteaux.
- Flash Thompson apareceu em Spider-Man: The New Animated Series, dublado por Devon Sawa.
- Flash Thompson aparece em O Espetacular Homem-Aranha, de 2008, dublado por Joshua LeBar. Assim como seu retrato original dos quadrinhos, nesta versão ele é um jogador de futebol americano da escola, um atleta típico e valentão que impiedosamente faz bullyng a Peter Parker, porém ele é um grande fã do Homem-Aranha. Ele continua a intimidar Peter, mesmo depois de seu colega já ter sido mordido pela aranha radioativa e Flash está sempre tentando ser mais esperto que Parker, mas geralmente falha. Na primeira temporada, ele é namorado de Liz Allan até ela terminar com ele, devido a uma queda que ela tem por Peter. Flash depois mostra seu lado mais heróico quando ele e seus amigos ajudam a salvar Gwen Stacy de cair no chão durante a marcha do Dia de ação de graças, quando ela estava pendurada em um carro alegórico, presa por Venom. Na segunda temporada ele acaba machucando seu joelho, enquanto isso demonstra um interesse por Shan Sham Nguyen, mas ela não quer nada com ele, por causa disso ele entra para o elenco de teatro da escola para tentar de alguma forma conquistá-la.
- Flash Thompson também aparece em Ultimate Homem-Aranha, de 2012, dublado por Matt Lanter.
- Agent Venom aparece como um personagem da equipe Marvel Heroes, com voz dublada por Crispin Freeman.[3]

### Filmes
- Na primeira trilogia do Homem-Aranha, dirigida por Sam Raimi, Flash é vivido por Joe Manganiello, tendo mais destaque principalmente no primeiro filme.

No filme, Flash é namorado de Mary Jane Watson (Kirsten Dunst), uma das garotas mais bonitas e populares da escola e interesse amoroso de Peter Parker, sendo este o alvo preferencial das agressões e gozações de Flash e seus amigos. Entre os amigos valentões de Flash está Eddie Brock(aqui vivido por Jason Padgett), que mais futuramente seria rival de Peter no ramo da fotografia. Flash atormenta Peter até que este use seus poderes de aranha e revide, terminando por driblar os socos de Flash e nocauteá-lo com um único soco, na frente de todo o colégio. Pouco tempo depois, Flash é deixado por Mary Jane, que passa a namorar Harry Osborn em seguida.
- No terceiro filme, Flash aparece no funeral de Harry Osborn e Eddie Brock(desta vez vivido por Topher Grace).
- No filme dirigido por Marc Webb, Flash é vivido por Chris Zylka, tendo um papel mais importante durante o filme.

O papel de Flash neste novo filme é quase igual ao do Flash da trilogia anterior, porém mais fiel em traços físicos, uma vez que o Flash de Joe Manganiello é moreno enquanto o Flash das HQs originais é loiro, semelhante a Zylka. Flash é um ás nos esportes e isso faz com que seja folgado e arrogante, sendo que se diverte pregando peças nos mais inocentes alunos de sua escola, tendo Peter Parker como seu principal alvo. Flash adora contar vantagem pra cima de Gwen Stacy (Emma Stone) a fim de impressioná-la, porém ela o acha um imbecil e infantil. Após uma briga entre ele e Peter (da qual Peter sai perdendo), Gwen ajuda Peter a levantar e é sem querer um pivô para a transformação deste em Homem-Aranha. Durante uma exibição de basquete, Peter aproveita para zombar de Flash roubando a bola de basquete dele e driblando seu adversário. A situação acaba por Flash ser zombado por seus colegas. A partir de então, começa a respeitar Peter e nesse filme se mostra um admirador nato do Homem-Aranha.

### Universo Cinematográfico Marvel
Tony Revolori interpretrou Flash Thompson em Spider-Man: Homecoming (2017). Seu papel não foi o mais importante, porém ele faz parte de todo o enredo.

### Videogames
- Agente Venom aparece como um personagem jogável no jogo para Facebook Marvel: Avengers Alliance.
- Agente Venom é um personagem jogável em Marvel Super Hero Squad Online.
- Agente Venom é um personagem jogável em Spider-Man Unlimited.
- Agente Venom é um personagem jogável de quatro estrelas no jogo e três jogos móveis Marvel Puzzle Quest.
- Agente Venom é um personagem jogável em Marvel: Future Fight.
- Agente Venom é um personagem jogável em Marvel: Contest of Champions
- Agente venom é um personagem jogável em Marvel Strike Force

### Teatro
- Flash Thompson foi originalmente interpretado por Matt Caplan na produção de 2010 da Broadway Spider-Man: Turn Off the Dark. [carece de fontes?]